# Zigmantas Pocius
Zigmantas Pocius (* 26. März 1935 in Didvėjis, Rajongemeinde Raseiniai; † 3. November 1997 in Vilnius) war ein litauischer Politiker und Verlagsmanager.

## Leben
Nach dem Abitur 1954 in Viduklė bei Raseiniai absolvierte er 1959 das Diplomstudium an der Vilniaus universitetas.
Von 1959 bis 1964 arbeitete er als Lehrer in Kudirkos Naumiestis und Klaipėda. Von 1964 bis 1984 arbeitete er bei Enciklopedijų leidykla als Redakteur, Leiter der Kunstredaktion, von 1984 bis 1988 beim wissenschaftlichen Verlag „Mokslas“ als stellv. Chefredakteur, von 1990 bis 1991 bei Vilniaus universiteto leidykla und von 1991 bis 1992 bei „Mokslas“ sowie von 1992 bis 1996 bei Mokslo ir enciklopedijų leidybos institutas  als Direktor.
Ab 1993 war er Mitglied von Tėvynės Sąjunga, von 1996 bis 1997 Mitglied im Seimas.